# 지앤지프로덕션
지앤지프로덕션(주)은 대한민국의 연예기획사이자 드라마 제작사이며 2005년 11월에 (주)나스카엔터테인먼트로 설립되었다.

## 지앤지프로덕션 드라마 제작

### KBS 2TV
- 종료
- 얼렁뚱땅 흥신소
- 미워도 다시 한 번 2009
- 가시나무새
- 난폭한 로맨스
- 같이 살래요
- 다 잘될 거야
- Miss 맘마미아
- 신사와 아가씨
- 붉은단심
- 삼남매가 용감하게

협력 제작
- 끝까지 사랑
- 세상에서 제일 예쁜 내 딸
- 테이크투 제작

## 타방송사
종료
- 천만번 사랑해
- 내 사랑 내 곁에
- 천 번의 입맞춤
- 플루토 비밀결사대
- 엄마의 정원

협력 제작
- 여왕의 꽃
- 밥상 차리는 남자
- 김종학 프로덕션 제작

- 아름다운 당신
- 스케치미디어 제작

- 마담 앙트완
- 청춘시대 2
- 드라마하우스 제작

- 아버님 제가 모실게요
- 삼화네트웍스 제작

- 쇼트
- 코퍼스코리아 제작

- 리갈 하이
- 이매진아시아 제작

## 전 소속사
연기자
- 이종혁
- 엄현경
- 이시영
- 차화연

가수
- 도희
- 제이민
- 민트
- 명지
- 김기하